# Lecanodiaspis frenchi
Lecanodiaspis frenchi är en insektsart som först beskrevs av Walter Wilson Froggatt 1915.  Lecanodiaspis frenchi ingår i släktet Lecanodiaspis och familjen Lecanodiaspididae. Inga underarter finns listade i Catalogue of Life.